# Кларк (округ, Південна Дакота)
Шаблон:StateAbbr_ 44°52′ пн. ш. 97°44′ зх. д. / 44.86° пн. ш. 97.73° зх. д.
Округ  Кларк (англ. Clark County) — округ (графство) у штаті  Південна Дакота, США. Ідентифікатор округу 46025.

## Історія
Округ утворений 1873 року.

## Демографія
За даними перепису 
2000 року 
загальне населення округу становило 4143 осіб, усе сільське.
Серед мешканців округу чоловіків було 2044, а жінок — 2099. В окрузі було 1598 домогосподарств, 1111 родин, які мешкали в 1880 будинках.
Середній розмір родини становив 3,14.
Віковий розподіл населення поданий у таблиці:
| Стать    | До 15 років | 15-21 | 22-29 | 30-39 | 40-49 | 50-65 | 65-85 | Понад 85 |
| -------- | ----------- | ----- | ----- | ----- | ----- | ----- | ----- | -------- |
| Чоловіки | 427         | 208   | 123   | 253   | 310   | 324   | 354   | 45       |
| Жінки    | 427         | 210   | 113   | 222   | 302   | 303   | 436   | 86       |

## Суміжні округи
- Дей — північ
- Кодінґтон — схід
- Гемлін — південний схід
- Кінґсбері — південь
- Бідл — південний захід
- Спінк — захід

## Виноски
1. ↑  US Decennial Census. US Census Bureau. Архів оригіналу за 26 квітня 2015. Процитовано 23 березня 2015.
2. ↑  Historical Census Browser. University of Virginia Library. Архів оригіналу за 26 Грудня 2013. Процитовано 23 березня 2015.
3. ↑  Forstall, Richard L., ред. (27 березня 1995). Population of Counties by Decennial Census: 1900 to 1990. USCensus Bureau. Архів оригіналу за 28 Грудня 2008. Процитовано 23 березня 2015.
4. ↑  Census 2000 PHC-T-4. Ranking Tables for Counties: 1990 and 2000 (PDF). US Census Bureau. 2 квітня 2001. Архів оригіналу (PDF) за 18 Грудня 2014. Процитовано 23 березня 2015.
5. ↑  State & County QuickFacts. Бюро перепису населення США. Архів оригіналу за 1 березня 2016. Процитовано 26 листопада 2013.(англ.) Наведено за англійською вікіпедією.
6. ↑  American FactFinder. Бюро перепису населення США. Архів оригіналу за 29 липня 2011. Процитовано 31 січня 2008.

| США | Це незавершена стаття з географії США. Ви можете допомогти проєкту, виправивши або дописавши її. |